# Przegląd Archeologiczny
Przegląd Archeologiczny – czasopismo wydawane od 1919 roku. Periodyk wydawany przez długi czas przez Polskie Towarzystwo Prehistoryczne i Komisję Archeologiczną Polskiego Towarzystwa Przyjaciół Nauk. Obecnym wydawcą jest Instytut Archeologii i Etnologii PAN. Redakcja mieści się we Wrocławiu, gdzie znajduje się oddział Instytutu. Pismo prezentuje materiały z prac wykopaliskowych na terenie Polski.